# Pete Souza
Pete Souza (właśc. Peter J. Souza, ur. 31 grudnia 1954 w New Bedford) – amerykański fotoreporter, dwukrotnie zajmujący stanowisko głównego osobistego fotografa prezydenta Stanów Zjednoczonych: najpierw w latach 1983-1989 w administracji Ronalda Reagana, a następnie od 2009 do 2017 w ekipie Baracka Obamy.

## Życiorys

### Wykształcenie
Uzyskał licencjat z zakresu komunikacji masowej na Boston University, a następnie magisterium w dziedzinie dziennikarstwa i komunikacji masowej na Kansas State University.

### Kariera dziennikarska i administracja Reagana
Karierę zawodową rozpoczął jako fotoreporter lokalnych gazet w stanie Kansas, a następnie zajmował podobne stanowisko w redakcji dziennika Chicago Sun-Times. W 1983 zaczął pracować w Białym Domu jako główny osobisty fotograf Ronalda Reagana. Po zakończeniu jego prezydentury przeszedł do dziennika Chicago Tribune, gdzie był fotoreporterem w biurze w Waszyngtonie. Od 1999 był niezależnym fotoreporterem, sprzedającym swoje prace różnym redakcjom. W takim charakterze był m.in. na wojnie w Afganistanie. Podczas uroczystości pogrzebowych prezydenta Reagana w 2004 roku pełnił funkcję oficjalnego fotografa tego wydarzenia.

### Fotograf prezydenta Obamy
W 2005 poznał Baracka Obamę, wówczas świeżo upieczonego senatora ze stanu Illinois. Przez rok towarzyszył Obamie w jego codziennej pracy i wyjazdach zagranicznych. Owocem ich współpracy był album The Rise of Barack Obama. Później Souza związał się z Ohio University, gdzie był adiunktem w Szkole Komunikacji Wizualnej. Po wygranych przez Obamę wyborach prezydenckich, otrzymał propozycję objęcia funkcji szefa oficjalnych fotografów prezydenckich. Pełnił ją aż do stycznia 2017, kiedy to zastąpiła go zatrudniona przez prezydenta Trumpa Shealah Craighead.
Zgodnie z amerykańskim prawem autorskim, wszystkie utwory stworzone przez pracowników rządu federalnego w czasie wypełniania obowiązków służbowych należą do domeny publicznej. Dotyczy to również wszystkich fotografii wykonywanych przez Souzę i jego zespół w Białym Domu. Były one publikowane na stronach prezydenta oraz na oficjalnym profilu w portalu Flickr. Wiele z nich zostało także włączonych do kolekcji Wikimedia Commons.

### Późniejsze życie
Wiosną 2017 Souza został zatrudniony przez producentów serialu political fiction House of Cards, którzy zlecili mu wykonanie fotografii głównych bohaterów, zwłaszcza prezydenta Franka Underwooda (granego przez Kevina Spacey) w ramach kampanii promocyjnej piątego sezonu serialu.